# Episodi di Tesoro, mi si sono ristretti i ragazzi (seconda stagione)
La seconda stagione della serie televisiva Tesoro, mi si sono ristretti i ragazzi, composta da 22 episodi, viene trasmessa negli Stati Uniti dall'emittente Syndication dal 1998 al 1999. In Italia la stagione è stata trasmessa su Rai 2 nel 1999.
| nº | Titolo originale                                     | Titolo italiano | Prima TV USA | Prima TV Italia |
| -- | ---------------------------------------------------- | --------------- | ------------ | --------------- |
| 1  | Honey, It's Quarkzilla                               |                 | 1998         | 1999            |
| 2  | Honey, She's Like a Fish Out of Water                |                 | 1998         | 1999            |
| 3  | Honey, It's Doomsday                                 |                 | 1998         | 1999            |
| 4  | Honey, Let's Trick or Treat                          |                 | 1998         | 1999            |
| 5  | Honey, I'm Rooting for the Hometeam                  |                 | 1998         | 1999            |
| 6  | Honey, We're Young at Heart                          |                 | 1998         | 1999            |
| 7  | Honey, We're Past Tense                              |                 | 1998         | 1999            |
| 8  | Honey, I'm Wrestling with a Problem... and the Chief |                 | 1998         | 1999            |
| 9  | Honey, the Bunny Bit It                              |                 | 1998         | 1999            |
| 10 | Honey, I've Joined the Bigtop                        |                 | 1998         | 1999            |
| 11 | Honey, I'm the Sorcerer's Apprentice                 |                 | 1998         | 1999            |
| 12 | Honey, I'm King of the Rocket Guys                   |                 | 1999         | 1999            |
| 13 | Honey, the Future's Coming Back to Me                |                 | 1999         | 1999            |
| 14 | Honey, It's a Miracle                                |                 | 1999         | 1999            |
| 15 | Honey, You'll Always Be a Princess to Me             |                 | 1999         | 1999            |
| 16 | Honey, There's a Pox on Our House                    |                 | 1999         | 1999            |
| 17 | Honey, I'm Going to Teach You a Lesson               |                 | 1999         | 1999            |
| 18 | Honey, It's the Ghostest with the Mostest            |                 | 1999         | 1999            |
| 19 | Honey, It's a Blunderful Life                        |                 | 1999         | 1999            |
| 20 | Honey, It's Your Party                               |                 | 1999         | 1999            |
| 21 | Honey, I'm Not Just Clowning Around                  |                 | 1999         | 1999            |
| 22 | Honey, I'll Be Right Witch You                       |                 | 1999         | 1999            |